# Чуквуді Івуджі
Чуквуді Івуджі (англ. Chukwudi Iwuji, [ˈtʃʊkʊdi ɪˈwuːdʒi]; нар. 15 жовтня 1975, Нігерія) — британський актор походження ігбо, відомий співпрацею з режисером Джеймсом Ґанном. Асоційований митець Королівської Шекспірівської компанії. Свою кар'єру в Голлівуді розпочав у 2022 році як Клемсон Мерн у телесеріалі «Миротворець» від HBO Max. Чуквуді Івуджі також приєднався до акторського складу Кіновсесвіту Marvel, а саме до фільму «Вартові галактики 3» 2023 року в ролі Вищого Еволюціонера, за що він отримав похвалу від критиків. 

## Біографія

### Раннє життя та освіта
Івуджі — один з п'яти нігерійських братів і сестер, народжених батьками-дипломатами. Коли Івуджі було 10 років, вони вступили до Організації Об'єднаних Націй, сім'я переїхала до Ефіопії. У віці 12 років Івуджі відправили до школи-інтернату в Англії. У 1987-1993 роках він навчався у школі Катергем графства Суррей. Його обрали старостою класу, він став першим темношкірим учнем в історії школи. Потім він навчався в Єльському університеті й здобув ступінь бакалавра з економіки в 1997 році. У 2000 році він відвідував професійну театральну навчальну програму (PTTP) в Університеті Вісконсіна-Мілвокі. Згодом він повернувся до Великої Британії.

### Особисте життя
Івуджі живе в Нью-Йорку зі своєю дружиною, акторкою та співачкою Анжелою Травіно.

## Кар'єра

### Телебачення
Івуджі з'явився у низці телевізійних проєктів, зокрема у серіалі «Підземна залізниця» Баррі Дженкінса (2021). У 2018 році став постійним актором юридичної драми «Спліт». Того ж року він зіграв короля Франції для BBC «Король Лір» з Ентоні Гопкінсом, Еммою Томпсон та Флоренс П'ю в головних ролях. У 2019 році він зіграв епізодичну роль у серіалах «Коли вони нас побачать» та «Останній кандидат» на Netflix, а у 2022 році знявся у серіалі «Миротворець».

### Фільми
Чуквуді Івуджі грав у фільмі 2016 року «Баррі» та виконав роль Аконі у «Джон Уік 2» 2017 року. 2023 року актор зіграв Вищого Еволюціонера у фільмі «Вартові галактики 3».

## Нагороди

### Театр
| Рік  | Назва                   | Категорія                         | Результат |
| ---- | ----------------------- | --------------------------------- | --------- |
| 2018 | Премія Люсіль Лортель   | Чоловіча роль («Низька дорога»)   | Номінація |
| 2018 | Премія Обі              | Виступ («Низька дорога»)          | Перемога  |
| 2018 | Премія Драматичної ліги | Видатна вистава («Низька дорога») | Номінація |

## Фільмографія

### Телебачення
| Рік       | Назва                      | Роль                       | Примітки                      |
| --------- | -------------------------- | -------------------------- | ----------------------------- |
| 2005      | «Доказ»                    | Джейк Зарія                | 4 епізоди                     |
| 2005      | «Потерпілий»               | Деніель Піл                | 1 епізод                      |
| 2011      | «Доктор Хто»               | Карл                       | 2 епізоди                     |
| 2012      | «Чарівники про прибульців» | Адамс                      | 2 епізоди                     |
| 2015      | «Перетинаючи межу»         | Фабріс Вомбосі             | 2 епізоди                     |
| 2016      | «Державний секретар»       | Гаді Банґот                | 1 епізод                      |
| 2016      | «Сліпа зона»               | приятель Оскара            | 1 епізод                      |
| 2018      | «Король Лір»               | Король Франції             | Телефільм                     |
| 2018      | «Квантико»                 | Данте Варік                | 1 епізод                      |
| 2018−2022 | «Спліт»                    | Александр Гейл             | Повторювана роль, 18 епізодів |
| 2019      | «Коли вони нас побачать»   | Колін Мур                  | Мінісеріал, 2 епізоди         |
| 2019      | «Останній кандидат»        | доктор Елі Мейс            | Повторювана роль, 8 епізодів  |
| 2019      | «Династія»                 | Лендон                     | 1 епізод                      |
| 2021      | «Підземна залізниця»       | Мінґо                      | Мінісеріал, 2 епізоди         |
| 2022      | «Миротворець»              | Клемсон Мерн / Ік Ноуб Лок | Головна роль                  |
| 2024      | «День Шакала»              | Осіта Гелкроу              | 10 епізодів                   |

### Фільми
| Рік  | Назва                 | Роль              |
| ---- | --------------------- | ----------------- |
| 2009 | «Екзамен»             | Блек              |
| 2016 | «Баррі»               | Ефрейм            |
| 2017 | «Джон Уік 2»          | Аконі             |
| 2018 | «Бікіні Мун»          | Адам              |
| 2018 | «Розі»                | менеджер          |
| 2019 | «Деніел несправжній»  | Браун             |
| 2020 | «Сяч очима»           | Ікенна Іґбомейз   |
| 2020 | «Новини світу»        | Чарльз Еджфілд    |
| 2021 | «Дівчина, яка втекла» | Джеймі Нвосу      |
| 2023 | «Вартові галактики 3» | Вищий Еволюціонер |